# Pierre II de Lautrec
Pour les articles homonymes, voir Pierre de Lautrec.
Pierre II de Lautrec (? -  1267) est vicomte de Lautrec, de 1235 à sa mort. Il est aussi seigneur de Labruguières et co-seigneur d'Aussac. Il possède la moitié des terres de cette seconde seigneurie qu'il partage avec Philippe de Montfort jusqu'en 1257, puis avec le chapitre religieux de Brens.

## Biographie
Pierre II de Lautrec est membre de la famille de Lautrec. Il est le fils aîné de Sicard VI de Lautrec. Ce dernier possédait la moitié de la vicomté de Lautrec, qu'il partageait avec son frère Bertrand Ier de Lautrec. À la mort de son père en 1235, Pierre II hérite d'un seul huitième de la vicomté : en effet, il partage la part de son père avec trois de ses frères, Isarn IV, Bertrand II et Amalric Ier. Il est aussi possible qu'il n'obtienne de droits sur la vicomté qu'en 1238, car celle-ci avait été confisquée en 1226 par le roi Louis VIII, et selon les versions elle a été rendue soit la même année, soit seulement en 1238.
En 1240, Pierre II de Lautrec est cité comme gouverneur du château de Bruyère au nom du comte Raimond VII de Toulouse, qui le fait chevalier en décembre 1244. Il semble que l'édifice cité soit le château de Labruguière, car on retrouve Pierre II comme seigneur de Labruguière quelques années plus tard. Il accorde entre autres à la ville un ensemble de privilèges et fait construire la halle de Labruguière en 1266. 
En 1267, Pierre II de Lautrec meurt sans postérité, et son patrimoine est partagé entre ses frères.